# جورج أ. سايتس
جورج أ. سايتس (بالإنجليزية: George A. Seitz)‏ هو ضابط أمريكي، ولد في 1897، وتوفي في 1947.